# Montoulieu (Ariège)
Montoulieu è un comune francese di 371 abitanti situato nel dipartimento dell'Ariège nella regione dell'Occitania.

## Società

### Evoluzione demografica
Abitanti censiti